# Xian de Hutubi
Cette page contient des caractères spéciaux ou non latins. S’ils s’affichent mal (▯, ?, etc.), consultez la page d’aide Unicode.
Le xian de Hutubi (呼图壁县 ; pinyin : Hūtúbì Xiàn ; ouïghour : قۇتۇبى ناھىيىسى / Kutubi Nahiyisi) est un district administratif de la région autonome du Xinjiang en Chine. Il est placé sous la juridiction de la préfecture autonome hui de Changji.

## Démographie
La population du district était de 199 439 habitants en 1999.